# 박기복
박기복(1971년 1월 16일 ~)은 롯데 자이언츠의 전 야구 선수다. 형은 전 야구 선수이자 현 KBO 심판인 박기택이다.

## 출신 학교
- 동산중학교
- 동산고등학교
- 인하대학교